# Kasztelania sądecka
Kasztelania sądecka, zwana także kasztelanią sandecką – kasztelania mieszcząca się niegdyś w województwie krakowskim, z siedzibą (kasztelem) w Sączu (Nowy Sącz).

## Kasztelanowie sądeccy
| Imię i nazwisko             | Okres urzędowania                       | p.    |
| --------------------------- | --------------------------------------- | ----- |
| Stanisław Wątróbka          | 1463 – 1474                             | [ 2 ] |
| Andrzej Tęczyński           | (już 1474?) 1475 – 1479                 | [ 2 ] |
| Jan Pilecki                 | 1479 – 1484                             | [ 2 ] |
| Andrzej Oleśnicki           | 1484 – 1496                             | [ 2 ] |
| Piotr Myszkowski            | 1497 – 1499                             | [ 2 ] |
| Jan Słupecki                | (już 1499?) 1500 – 1509                 | [ 2 ] |
| Stanisław Młodziejowski     | 1509 – 1512                             | [ 2 ] |
| Jan Oleśnicki               | 1512 – 1515                             | [ 2 ] |
| Stanisław Szafraniec        | 1515 – 1525                             | [ 2 ] |
| Jan Tarnowski               | 1525 – 1527                             | [ 3 ] |
| Stanisław Tarnowski         | 1527 – 1528 (jeszcze 1529?)             | [ 2 ] |
| Mikołaj Cikowski (zm. 1535) | (już 1528?) 1529 – 1534 (jeszcze 1535?) | [ 2 ] |
| Wawrzyniec Myszkowski       | 1535 – 1546                             | [ 2 ] |
| Seweryn Boner               | 1546 – 1549                             | [ 2 ] |
| Spytek Jordan               | 1549 – 1555                             | [ 2 ] |
| Walenty Dembiński           | 1555 – 1576                             | [ 2 ] |
| Stanisław Sobek             | (już 1563?) 1564 – 1568                 | [ 2 ] |
| Hieronim Ossoliński         | 1568 – 1569                             | [ 2 ] |
| Mikołaj Cikowski (zm. 1570) | 1569 – 1572 (jeszcze 1578?)             | [ 2 ] |
| Stanisław Stadnicki         | 1578 – 1583                             | [ 2 ] |
| Krzysztof Komorowski        | 1588 – 1608                             | [ 2 ] |
| Joachim Ocieski             | 1608 – 1611 (jeszcze 1613?)             | [ 2 ] |
| Zygmunt Tarło               | (już 1611?) 1613 – 1628                 | [ 2 ] |
| Krzysztof Koryciński        | 1628 – 1633                             | [ 2 ] |
| Krzysztof Ossoliński        | 1633 – 1636                             | [ 4 ] |
| Hieronim Przyłęcki          | 1636 – 1637                             | [ 2 ] |
| Mikołaj Koryciński          | 1637 – 1637                             | [ 2 ] |
| Piotr Szyszkowski           | 1637 – 1638                             | [ 2 ] |
| Samuel Lanckoroński         | 1638 – 1638                             | [ 2 ] |
| Franciszek Mniszech         | 1638 – 1661                             | [ 5 ] |
| Jan Potocki                 | 1662 – 1663                             | [ 2 ] |
| Michał Stanisławski         | 1663 – 1665                             | [ 2 ] |
| Aleksander Niezabitowski    | (już 1665?) 1666 – 1669                 | [ 2 ] |
| Michał Rupniowski           | 1669 – 1670                             | [ 2 ] |
| Mikołaj Przerembski         | 1671 – 1694                             | [ 2 ] |
| Michał Czerny               | 1694 – 1696 (jeszcze 1697?)             | [ 2 ] |
| Franciszek Dembiński        | 1697 – 1707                             | [ 2 ] |
| Andrzej Czerny              | 1709 – 1718 (jeszcze 1719?)             | [ 2 ] |
| Stanisław Chwalibóg         | 1720 – 1724                             | [ 2 ] |
| Piotr Stadnicki             | 1724 – 1728                             | [ 6 ] |
| Andrzej Morsztyn            | 1728 – 1752                             | [ 2 ] |
| Piotr Wodzicki              | 1752 – 1770                             | [ 2 ] |
| Wojciech Męciński           | 1770 – 1770 (jeszcze 1771?)             | [ 2 ] |
| Stanisław Ankwicz           | 1771 – 1782                             | [ 7 ] |
| Józef Ankwicz               | 1782 – 1791                             | [ 2 ] |
| Aleksander Romiszowski      | 1791 – 1795                             | [ 2 ] |